# アメリカジョッキークラブカップ
アメリカジョッキークラブカップ（American Jockey Club Cup）は、日本中央競馬会（JRA）が中山競馬場で施行する中央競馬の重賞競走（GII）である。
新聞の紙面上などでは「AJCC」や「AJC杯」と略記されるほか、JRAでは「アメリカJCC」の表記も用いられることがある。
正賞はアメリカジョッキークラブ賞。

## 概要
1960年（昭和35年）、大東亜戦争（太平洋戦争・第二次世界大戦）を経て同盟国となった日本とアメリカの友好関係の一環として、ニューヨークジョッキークラブから優勝杯の贈呈を受け創設された。
第1回は「新年を飾る競走」として1月5日に芝2000mのハンデキャップ競走で行われたが、1961年には当時1月中旬に行われていた「金杯（現・中山金杯）」と施行時期を入れ替え、負担重量を別定、施行距離を芝2600mに変更。その後、施行場や施行距離は幾度かの変遷を経て、1984年以降は中山競馬場の芝2200mで定着した（ただし、1984年は降雪のためダート1800mに変更）。
外国産馬は1972年から、外国馬は2006年から、地方競馬所属馬は2020年からそれぞれ出走可能になった。

### 競走条件
以下の内容は、2025年のもの。
出走資格：サラ系4歳以上
- JRA所属馬
- 地方競馬所属馬（認定馬のみ、2頭まで）
- 外国調教馬（優先出走）

負担重量：別定
- 4歳56kg、5歳以上57kg、牝馬2kg減
  - 2024年1月20日以降のGI競走（牝馬限定競走を除く）1着馬2kg増、牝馬限定GI競走またはGII競走（牝馬限定競走を除く）1着馬1kg増
  - 2024年1月19日以前のGI競走（牝馬限定競走を除く）1着馬1kg増（2歳時の成績を除く）

### 賞金
2025年の1着賞金は6200万円で、以下2着2500万円、3着1600万円、4着930万円、5着620万円。

1960年代当初の賞金は為替レート（1ドル＝360円）の関係で非常に高額に設定され、このレースよりも賞金が高いのは現在GI級の有馬記念、東京優駿、天皇賞、菊花賞のみという時期もあった。

## 歴史
- 1960年 - 5歳以上の馬による重賞競走として創設、中山競馬場の芝2000mで施行[12]。
- 1972年
  - 混合競走に指定され、外国産馬が出走可能になる[12]。
  - 流行性の馬インフルエンザの影響で4月に順延開催[13]。
- 1984年 - グレード制の施行によりGII[注 1]に格付け。降雪の影響でダート1800mに変更されて施行。
- 2001年 - 馬齢表示の国際基準への変更に伴い、競走条件を「4歳以上」に変更。
- 2006年 - 国際競走に変更され、外国調教馬が4頭まで出走可能となる[12]。
- 2007年 - 日本のパートI国昇格に伴い、格付表記をJpnIIに変更[8][12]。
- 2009年
  - 外国調教馬の出走枠が8頭に拡大[12]。
  - 格付表記をGII（国際格付）に変更[12]。
- 2015年 
  - 出走可能頭数を17頭に拡大。
  - 外国馬の出走枠を9頭に変更[14]。
- 2020年 - 特別指定交流競走に指定され、地方競馬所属馬が2頭まで出走可能になる。
- 2021年 - 新型コロナウイルス感染拡大防止のため「無観客競馬」として実施[15]。
- 2025年 - 出走可能頭数を18頭に拡大。

### 歴代優勝馬
コース種別を記載していない距離は、芝コースを表す。
優勝馬の馬齢は、2000年以前も現行表記に揃えている。
| 回数   | 施行日        | 競馬場 | 距離        | 優勝馬             | 性齢 | タイム | 優勝騎手   | 管理調教師 | 馬主                           |
| ------ | ------------- | ------ | ----------- | ------------------ | ---- | ------ | ---------- | ---------- | ------------------------------ |
| 第1回  | 1960年1月5日  | 中山   | 2000m       | オンワードベル     | 牡4  | 2:04.9 | 蛯名武五郎 | 二本柳俊夫 | 樫山純三                       |
| 第2回  | 1961年1月22日 | 中山   | 2600m       | ヤシマフアースト   | 牡4  | 2:43.6 | 保田隆芳   | 尾形藤吉   | 小林庄平                       |
| 第3回  | 1962年1月21日 | 中山   | 2600m       | タカマガハラ       | 牡5  | 2:43.3 | 加賀武見   | 小西喜蔵   | 平井太郎                       |
| 第4回  | 1963年1月20日 | 中山   | 2600m       | コレヒサ           | 牡4  | 2:42.4 | 森安重勝   | 尾形藤吉   | 千明康                         |
| 第5回  | 1964年1月19日 | 中山   | 2600m       | スズトツプラン     | 牡5  | 2:46.8 | 野平好男   | 森末之助   | 小紫芳夫                       |
| 第6回  | 1965年1月17日 | 中山   | 2600m       | アサホコ           | 牡5  | 2:42.5 | 加賀武見   | 藤本冨良   | 手塚栄一                       |
| 第7回  | 1966年1月16日 | 東京   | 2600m       | ハクズイコウ       | 牡5  | 2:42.0 | 保田隆芳   | 尾形藤吉   | 西博                           |
| 第8回  | 1967年1月22日 | 中山   | 2500m       | スピードシンボリ   | 牡4  | 2:37.3 | 野平祐二   | 野平富久   | 和田共弘                       |
| 第9回  | 1968年1月21日 | 中山   | 2500m       | ニウオンワード     | 牡4  | 2:39.0 | 森安重勝   | 尾形藤吉   | 樫山純三                       |
| 第10回 | 1969年1月19日 | 中山   | 2500m       | アサカオー         | 牡4  | 2:38.9 | 加賀武見   | 中村広     | 浅香源二                       |
| 第11回 | 1970年1月18日 | 東京   | 2500m       | スピードシンボリ   | 牡7  | 2:34.9 | 野平祐二   | 野平省三   | 和田共弘                       |
| 第12回 | 1971年1月17日 | 東京   | 2500m       | アカネテンリュウ   | 牡5  | 2:36.2 | 丸目敏栄   | 橋本輝雄   | 関野栄一                       |
| 第13回 | 1972年4月30日 | 東京   | 2400m       | メジロアサマ       | 牡6  | 2:28.4 | 池上昌弘   | 保田隆芳   | 北野豊吉                       |
| 第14回 | 1973年1月21日 | 東京   | 2400m       | オンワードガイ     | 牡5  | 2:30.1 | 蓑田早人   | 森末之助   | 樫山純三                       |
| 第15回 | 1974年1月20日 | 東京   | 2400m       | タケホープ         | 牡4  | 2:27.5 | 小島太     | 稲葉幸夫   | 近藤たけ                       |
| 第16回 | 1975年1月19日 | 東京   | 2400m       | ストロングエイト   | 牡6  | 2:31.9 | 中島啓之   | 奥平真治   | （有）ハイランド牧場           |
| 第17回 | 1976年1月25日 | 東京   | 2400m       | ホワイトフォンテン | 牡6  | 2:28.7 | 高橋司     | 大久保勝之 | 吉橋計                         |
| 第18回 | 1977年1月23日 | 東京   | 2400m       | グリーングラス     | 牡4  | 2:26.3 | 安田富男   | 中野隆良   | 半沢吉四郎                     |
| 第19回 | 1978年1月22日 | 東京   | 2400m       | カシュウチカラ     | 牡5  | 2:28.9 | 出口明見   | 矢倉玉男   | 吉田権三郎                     |
| 第20回 | 1979年1月21日 | 東京   | 2400m       | サクラショウリ     | 牡4  | 2:29.0 | 小島太     | 久保田彦之 | （株）さくらコマース           |
| 第21回 | 1980年1月20日 | 中山   | 2500m       | カネミカサ         | 牡6  | 2:37.1 | 蛯沢誠治   | 成宮明光   | 畠山伊公子                     |
| 第22回 | 1981年1月18日 | 中山   | 2500m       | ホウヨウボーイ     | 牡6  | 2:37.5 | 加藤和宏   | 二本柳俊夫 | 古川嘉治                       |
| 第23回 | 1982年1月24日 | 中山   | 2500m       | アンバーシャダイ   | 牡5  | 2:34.3 | 加藤和宏   | 二本柳俊夫 | 吉田善哉                       |
| 第24回 | 1983年1月23日 | 中山   | 2500m       | アンバーシャダイ   | 牡6  | 2:35.4 | 加藤和宏   | 二本柳俊夫 | 吉田善哉                       |
| 第25回 | 1984年1月22日 | 中山   | ダート1800m | シュウザンキング   | 牡5  | 1:52.6 | 田村正光   | 梶与四松   | 平一男                         |
| 第26回 | 1985年1月20日 | 中山   | 2200m       | サクラガイセン     | 牡5  | 2:14.4 | 小島太     | 久保田彦之 | （株）さくらコマース           |
| 第27回 | 1986年1月19日 | 中山   | 2200m       | スダホーク         | 牡4  | 2:13.3 | 田原成貴   | 古山良司   | 須田松夫                       |
| 第28回 | 1987年1月25日 | 中山   | 2200m       | ミホシンザン       | 牡5  | 2:15.4 | 柴田政人   | 田中朋次郎 | 堤勘時                         |
| 第29回 | 1988年1月24日 | 中山   | 2200m       | カシマウイング     | 牡5  | 2:13.4 | 的場均     | 飯塚好次   | 松浦安雄                       |
| 第30回 | 1989年1月22日 | 中山   | 2200m       | ランニングフリー   | 牡6  | 2:15.6 | 菅原泰夫   | 本郷一彦   | 藤島泰輔                       |
| 第31回 | 1990年1月21日 | 中山   | 2200m       | サクラホクトオー   | 牡4  | 2:13.8 | 小島太     | 境勝太郎   | （株）さくらコマース           |
| 第32回 | 1991年1月20日 | 中山   | 2200m       | メジロモントレー   | 牝5  | 2:13.8 | 横山典弘   | 奥平真治   | （有）メジロ牧場               |
| 第33回 | 1992年1月26日 | 中山   | 2200m       | トウショウファルコ | 牡6  | 2:12.8 | 柴田政人   | 新関力     | トウショウ産業（株）           |
| 第34回 | 1993年1月24日 | 中山   | 2200m       | ホワイトストーン   | 牡6  | 2:15.0 | 柴田政人   | 高松邦男   | 安藤博                         |
| 第35回 | 1994年1月23日 | 中山   | 2200m       | マチカネタンホイザ | 牡5  | 2:14.1 | 柴田善臣   | 伊藤雄二   | 細川益男                       |
| 第36回 | 1995年1月22日 | 中山   | 2200m       | サクラチトセオー   | 牡5  | 2:14.4 | 小島太     | 境勝太郎   | （株）さくらコマース           |
| 第37回 | 1996年1月21日 | 東京   | 2200m       | カネツクロス       | 牡5  | 2:15.0 | 的場均     | 堀井雅広   | カネツ競走馬（株）             |
| 第38回 | 1997年1月19日 | 中山   | 2200m       | ローゼンカバリー   | 牡4  | 2:14.9 | 横山典弘   | 鈴木康弘   | （有）社台レースホース         |
| 第39回 | 1998年1月25日 | 中山   | 2200m       | メジロブライト     | 牡4  | 2:15.3 | 河内洋     | 浅見秀一   | （有）メジロ牧場               |
| 第40回 | 1999年1月24日 | 中山   | 2200m       | スペシャルウィーク | 牡4  | 2:16.8 | O.ペリエ   | 白井寿昭   | 臼田浩義                       |
| 第41回 | 2000年1月23日 | 中山   | 2200m       | マチカネキンノホシ | 牡4  | 2:13.4 | 岡部幸雄   | 藤沢和雄   | 細川益男                       |
| 第42回 | 2001年1月21日 | 中山   | 2200m       | アメリカンボス     | 牡6  | 2:13.8 | 江田照男   | 田子冬樹   | （株）畔蒜不動産               |
| 第43回 | 2002年1月20日 | 東京   | 2200m       | フサイチランハート | 牡5  | 2:13.7 | 江田照男   | 河野通文   | 関口房朗                       |
| 第44回 | 2003年1月26日 | 中山   | 2200m       | マグナーテン       | 騸7  | 2:12.5 | O.ペリエ   | 藤沢和雄   | 駒井孝男                       |
| 第45回 | 2004年1月25日 | 中山   | 2200m       | ダンツジャッジ     | 牡5  | 2:15.5 | 藤田伸二   | 山内研二   | 山元哲二                       |
| 第46回 | 2005年1月23日 | 中山   | 2200m       | クラフトワーク     | 牡5  | 2:11.4 | 横山典弘   | 後藤由之   | （有）サンデーレーシング       |
| 第47回 | 2006年1月22日 | 中山   | 2200m       | シルクフェイマス   | 牡7  | 2:13.2 | 柴田善臣   | 鮫島一歩   | （有）シルク                   |
| 第48回 | 2007年1月21日 | 中山   | 2200m       | マツリダゴッホ     | 牡4  | 2:12.8 | 横山典弘   | 国枝栄     | 髙橋文枝                       |
| 第49回 | 2008年1月27日 | 中山   | 2200m       | エアシェイディ     | 牡7  | 2:13.6 | 後藤浩輝   | 伊藤正徳   | （株）ラッキーフィールド       |
| 第50回 | 2009年1月25日 | 中山   | 2200m       | ネヴァブション     | 牡6  | 2:13.9 | 横山典弘   | 伊藤正徳   | （株）ティーエイチ             |
| 第51回 | 2010年1月24日 | 中山   | 2200m       | ネヴァブション     | 牡7  | 2:12.6 | 横山典弘   | 伊藤正徳   | （株）ティーエイチ             |
| 第52回 | 2011年1月23日 | 中山   | 2200m       | トーセンジョーダン | 牡5  | 2:14.2 | 内田博幸   | 池江泰寿   | 島川隆哉                       |
| 第53回 | 2012年1月22日 | 中山   | 2200m       | ルーラーシップ     | 牡5  | 2:17.3 | 福永祐一   | 角居勝彦   | （有）サンデーレーシング       |
| 第54回 | 2013年1月20日 | 中山   | 2200m       | ダノンバラード     | 牡5  | 2:13.1 | F.ベリー   | 池江泰寿   | （株）ダノックス               |
| 第55回 | 2014年1月26日 | 中山   | 2200m       | ヴェルデグリーン   | 牡6  | 2:14.0 | 田辺裕信   | 相沢郁     | 斎藤光政                       |
| 第56回 | 2015年1月25日 | 中山   | 2200m       | クリールカイザー   | 牡6  | 2:13.6 | 田辺裕信   | 相沢郁     | 横山修二                       |
| 第57回 | 2016年1月24日 | 中山   | 2200m       | ディサイファ       | 牡7  | 2:12.0 | 武豊       | 小島太     | H.H.シェイク・モハメド         |
| 第58回 | 2017年1月22日 | 中山   | 2200m       | タンタアレグリア   | 牡5  | 2:11.9 | 蛯名正義   | 国枝栄     | （株）G1レーシング             |
| 第59回 | 2018年1月21日 | 中山   | 2200m       | ダンビュライト     | 牡4  | 2:13.3 | M.デムーロ | 音無秀孝   | （有）サンデーレーシング       |
| 第60回 | 2019年1月20日 | 中山   | 2200m       | シャケトラ         | 牡6  | 2:13.7 | 石橋脩     | 角居勝彦   | 金子真人ホールディングス（株） |
| 第61回 | 2020年1月26日 | 中山   | 2200m       | ブラストワンピース | 牡5  | 2:15.0 | 川田将雅   | 大竹正博   | （有）シルクレーシング         |
| 第62回 | 2021年1月24日 | 中山   | 2200m       | アリストテレス     | 牡4  | 2:17.9 | C.ルメール | 音無秀孝   | 近藤英子                       |
| 第63回 | 2022年1月23日 | 中山   | 2200m       | キングオブコージ   | 牡6  | 2:12.7 | 横山典弘   | 安田翔伍   | 増田和啓                       |
| 第64回 | 2023年1月22日 | 中山   | 2200m       | ノースブリッジ     | 牡5  | 2:13.5 | 岩田康誠   | 奥村武     | 井山登                         |
| 第65回 | 2024年1月21日 | 中山   | 2200m       | チャックネイト     | 騸6  | 2:16.6 | R.キング   | 堀宣行     | 金子真人ホールディングス（株） |
| 第66回 | 2025年1月26日 | 中山   | 2200m       | ダノンデサイル     | 牡4  | 2:12.1 | 戸崎圭太   | 安田翔伍   | （株）ダノックス               |